# Gorno Jelovce
Gorno Jelovce (macedónul: Горно Јеловце) település Észak-Macedóniában, a Pologi körzet Gosztivari járásában.

## Népesség
| Lakosok száma | 238  | 275  | 197  |      | 2    | 4    |
|               | 1948 | 1953 | 1961 | 1971 | 1991 | 2021 |

2002-ben 2 lakosa volt, akik mindannyian macedónok.